# باشگاه فوتبال لوکوموتیو تاشکند

لوگوی سابق باشگاه لوکوموتیو تاشکند

باشگاه فوتبال لوکوموتیو تاشکند (به ازبکی: Lokomotiv futbol klubi) یک باشگاه فوتبال است که درسال ۲۰۰۲ در تاشکند  پایه‌گذاری شده‌است و در لیگ فوتبال ازبکستان حضور دارد.
این باشگاه در سال ۲۰۰۲ میلادی تأسیس شده‌است.
باشگاه لوکوموتیو تاشکند، در سال‌های ۲۰۱۳، ۲۰۱۴ و ۲۰۱۵ در سه دورهٔ متوالی، نایب قهرمان لیگ ازبکستان شد اما در سال ۲۰۱۶ به اولین عنوان قهرمانی خود در این لیگ دست یافت.

## بازیکنان برجسته
- عزیزبک حیدروف
- سرور جپاروف
- فرهود تاجیف
- سنجر تورسونوف
- رومیک خاچاتریان
- الکساندر فیلیمنوو
- منوچهر صفروف

## مربیان پیشین
- وادیم آبراموف
- خورن هوهانیسیان

## افتخارات
- لیگ برتر ازبکستان (۳): ۲۰۱۶، ۲۰۱۷، ۲۰۱۸
- لیگ دسته اول ازبکستان (۱): ۲۰۱۱
- جام حذفی ازبکستان (۳): ۲۰۱۴، ۲۰۱۶، ۲۰۱۷
- سوپر جام ازبکستان (۲): ۲۰۱۵، ۲۰۱۹